# Libitum musik
Libitum musik var ett musikförlag i Nättraby, Sverige. Företaget var beläget på Skolvägen 6 i Nättraby.

## Utgåvor
- 1979 - Trumspel av Gerald Roberth.
- 1981 - Pastoral för horn och orgel av Staffan Lundberg.
- 1982 - Liten svit för unga stråkar av Gärt Necksten.
- 1982 - Canti organi: fem små stycken för orgel av Gärt Necksten.
- 1983 - Scherzo för piano av Kent Olofsson.
- 1983 - Gabrielle: en sentimental ballad för blåsorkester av Eskil Nyström.
- 1983 - Två stämningar för valthorn av Staffan Lundberg.
- 1984 - Kungl' Blekinge flygflottiljs marsch av Åke Dohlin.
- 1985 - Himmelriket liknas vid tio jungfrur: Påskfantasi för trumpet och orgel av Sven Österberg.
- 1985 - Fuga för 3 stråkar av Kent Olofsson.
- 1985 - Tre skånska koraler av Christer Magnusson.
- 1985 - Vintervaggsång för manskör av Folke Häggberg. Texten är skriven av Karl Ludvig Östergren.
- 1987 - Där glädje och lovsång är av Sven Österberg. Texten är skriven av Gunnar Hjort.
- 1992 - Gammal dans från Dybeck arrangerad för klarinettkvartett av Eskil Nyström.
- 1998 - Överste Carl von Mentzer: marsch av Sven Samuelsson.
- 1998 - Näckens polska. Arrangemang av Bernt Eklund.
- 1999 - Baltic fanfare av Andreas Hanson.
- 2003 - Swedec av Sven Samuelsson.
- 2003 - Hsarens Polketta. Arrangemang av Sven Samuelsson.
- 2004 - On the rocks av Bernt Eklund.
- 2006 - Commend into the hands of the Lord av Sven Österberg.
- 2008 - Stilla natt, heliga natt. Arrangemang av Sven Österberg.
- 2009 - Se våren kommer för livets skull av Sven Österberg. Texten är skriven av Birger Franzén.
- 2009 - Himlen all bor i ett stall av Sven Österberg. Texten är skriven av Gunnar Hjorth.
- 2009 - Gå Sion, din konung att möta. Arrangemang av Sven Österberg.
- 2010 - Kärlekens händer: kanon av Sven Österberg. Texten är skriven av Birger Franzén.